# 64 a.C.
Il 64 a.C. (LXIV a.C. in numeri romani) è un anno  del I secolo a.C.

## Eventi
- Termine degli ultimi lavori di ristrutturazione del tempio di Gerusalemme
- Lucio Sergio Catilina ripropone la propria candidatura al consolato romano, ma viene nuovamente battuto per pochi voti da Cicerone. Si tratta di una delle numerose sconfitte che porteranno Catilina alla sua famosa congiura.[1]
- Questura di Marco Porcio Catone Uticense.
- I tribuni vanificano la censura di Lucio Aurelio Cotta.

## Nati
- Simone Boeto, sacerdote ebreo antico († 5)
- Nicola di Damasco, storico e filosofo greco antico
- Marco Valerio Messalla Corvino, militare e scrittore romano († 8)

## Morti
- Antioco XIII, sovrano